# Hopman Cup 2012
Résultats détaillés de l'édition 2012 du tournoi de tennis professionnel mixte Coupe Hopman.
La Hopman Cup 2012 est la 24e édition du tournoi. Huit équipes mixtes participent à la compétition qui se déroule selon les modalités dites du « round robin » : séparées en deux poules de quatre équipes, les premières de chaque poule disputent le titre en finale. Chaque confrontation entre deux pays comporte trois matchs : un simple dames, un simple messieurs et un double mixte décisif.
Le tournoi, qui commence le 31 décembre 2011 au Burswood Entertainment Complex, se déroule à Perth, en Australie.

## Faits marquants
- C'est la dernière édition se déroulant dans le Burswood Entertainment Complex, le tournoi déménage dans la Perth Arena à partir de l'année prochaine.
- La République tchèque remporte sa 2e Hopman Cup face à la France (après son succès de 1994).
- La France atteint la finale pour la 2e fois de son histoire, après 1998.
- Les États-Unis, tenant du titre, ne gagne que 2 matchs sur 9.

## Parcours
| No | Équipe                                    | Résultat       | Ultimes adversaires                |
| -- | ----------------------------------------- | -------------- | ---------------------------------- |
| 1  | Petra Kvitová Tomáš Berdych               | Victoire       | Marion Bartoli Richard Gasquet (2) |
| 2  | Marion Bartoli Richard Gasquet            | Finale         | Petra Kvitová Tomáš Berdych (1)    |
| 3  | Anabel Medina Garrigues Fernando Verdasco | 2e du groupe B | 2 victoires 1 défaite              |
| 4  | Bethanie Mattek-Sands Mardy Fish          | 4e du groupe A | 0 victoire 3 défaites              |

| No | Équipe                              | Résultat       | Ultimes adversaires   |
| -- | ----------------------------------- | -------------- | --------------------- |
| 1  | Caroline Wozniacki Frederik Nielsen | 3e du groupe A | 1 victoire 2 défaites |
| 2  | Jarmila Gajdošová Lleyton Hewitt    | 3e du groupe B | 1 victoire 2 défaite  |
| 3  | Tsvetana Pironkova Grigor Dimitrov  | 2e du groupe A | 2 victoires 1 défaite |
| 4  | Na Li Wu Di                         | 4e du groupe B | 0 victoire 3 défaites |

## Matchs de poule
L'équipe en tête de chaque poule est qualifiée pour la finale.

### Groupe A

#### Classements
| #   | Équipe victorieuse | Adversaire | Score |
| 1er | Tchéquie           | Bulgarie   | 2 - 1 |
| 2e  | Danemark           | États-Unis | 2 - 1 |
| 3e  | Bulgarie           | Danemark   | 2 - 1 |
| 4e  | Tchéquie           | États-Unis | 3 - 0 |
| 5e  | Tchéquie           | Danemark   | 2 - 0 |
| 6e  | Bulgarie           | États-Unis | 2 - 1 |

| #   | Pays       | Points | Matchs | Sets    |
| --- | ---------- | ------ | ------ | ------- |
| 1re | Tchéquie   | 3 - 0  | 7 - 1  | 15 - 4  |
| 2e  | Bulgarie   | 2 - 1  | 5 - 4  | 11 - 10 |
| 3e  | Danemark   | 1 - 2  | 3 - 5  | 9 - 11  |
| 4e  | États-Unis | 0 - 3  | 2 - 7  | 4 - 14  |

#### Matchs détaillés
- Première journée

|  | Équipe 1           | Score | Équipe 2 |  |
|  | République tchèque | 2 – 1 | Bulgarie |  |

| Ordre des matchs | Joueurs              | Points au premier set | Points au second set | Points au troisième set |
| ---------------- | -------------------- | --------------------- | -------------------- | ----------------------- |
| 1                | Petra Kvitová        | 6                     | 6                    |                         |
| 1                | Tsvetana Pironkova   | 4                     | 2                    |                         |
|                  |                      |                       |                      |                         |
| 2                | Tomáš Berdych        | 6                     | 69                   | 6                       |
| 2                | Grigor Dimitrov      | 4                     | 7                    | 3                       |
|                  |                      |                       |                      |                         |
| 3 (sans enjeu)   | Kvitová - Berdych    | 6                     | 3                    | 9                       |
| 3 (sans enjeu)   | Pironkova - Dimitrov | 2                     | 6                    | 11                      |

|  | Équipe 1   | Score | Équipe 2 |  |
|  | États-Unis | 1 – 2 | Danemark |  |

| Ordre des matchs | Joueurs               | Points au premier set | Points au second set | Points au troisième set |
| ---------------- | --------------------- | --------------------- | -------------------- | ----------------------- |
| 1                | Bethanie Mattek-Sands | 64                    | 2                    |                         |
| 1                | Caroline Wozniacki    | 7                     | 6                    |                         |
|                  |                       |                       |                      |                         |
| 2                | Mardy Fish            | 4                     | 7                    | 6                       |
| 2                | Frederik Nielsen      | 6                     | 65                   | 4                       |
|                  |                       |                       |                      |                         |
| 3                | Mattek-Sands - Fish   | 5                     | 3                    |                         |
| 3                | Wozniacki - Nielsen   | 7                     | 6                    |                         |

- Deuxième journée

|  | Équipe 1 | Score | Équipe 2 |  |
|  | Danemark | 1 – 2 | Bulgarie |  |

| Ordre des matchs | Joueurs              | Points au premier set | Points au second set | Points au troisième set |
| ---------------- | -------------------- | --------------------- | -------------------- | ----------------------- |
| 1                | Caroline Wozniacki   | 7                     | 4                    | 6                       |
| 1                | Tsvetana Pironkova   | 5                     | 6                    | 2                       |
|                  |                      |                       |                      |                         |
| 2                | Frederik Nielsen     | 65                    | 2                    |                         |
| 2                | Grigor Dimitrov      | 7                     | 6                    |                         |
|                  |                      |                       |                      |                         |
| 3                | Wozniacki - Nielsen  | 6                     | 4                    | 1                       |
| 3                | Pironkova - Dimitrov | 3                     | 6                    | 10                      |

|  | Équipe 1           | Score | Équipe 2   |  |
|  | République tchèque | 3 – 0 | États-Unis |  |

| Ordre des matchs | Joueurs               | Points au premier set | Points au second set | Points au troisième set |
| ---------------- | --------------------- | --------------------- | -------------------- | ----------------------- |
| 1                | Petra Kvitová         | 6                     | 6                    |                         |
| 1                | Bethanie Mattek-Sands | 2                     | 1                    |                         |
|                  |                       |                       |                      |                         |
| 2                | Tomáš Berdych         | 6                     | 6                    |                         |
| 2                | Mardy Fish            | 3                     | 3                    |                         |
|                  |                       |                       |                      |                         |
| 3 (sans enjeu)   | Kvitová - Berdych     | 6                     | 7                    |                         |
| 3 (sans enjeu)   | Mattek-Sands - Fish   | 3                     | 5                    |                         |

- Troisième journée

|  | Équipe 1           | Score | Équipe 2 |  |
|  | République tchèque | 2 – 0 | Danemark |  |

| Ordre des matchs | Joueurs             | Points au premier set | Points au second set | Points au troisième set |
| ---------------- | ------------------- | --------------------- | -------------------- | ----------------------- |
| 1                | Petra Kvitová       | 7                     | 3                    | 6                       |
| 1                | Caroline Wozniacki  | 64                    | 6                    | 4                       |
|                  |                     |                       |                      |                         |
| 2                | Tomáš Berdych       | 6                     | 6                    |                         |
| 2                | Frederik Nielsen    | 3                     | 4                    |                         |
|                  |                     |                       |                      |                         |
| 3 (sans enjeu)   | Kvitová - Berdych   | -                     | -                    | -                       |
| 3 (sans enjeu)   | Wozniacki - Nielsen | -                     | -                    | -                       |

|  | Équipe 1   | Score | Équipe 2 |  |
|  | États-Unis | 1 – 2 | Bulgarie |  |

| Ordre des matchs | Joueurs               | Points au premier set | Points au second set | Points au troisième set |
| ---------------- | --------------------- | --------------------- | -------------------- | ----------------------- |
| 1                | Bethanie Mattek-Sands | 6                     | 6                    |                         |
| 1                | Tsvetana Pironkova    | 4                     | 4                    |                         |
|                  |                       |                       |                      |                         |
| 2                | Mardy Fish            | 2                     | 1                    |                         |
| 2                | Grigor Dimitrov       | 6                     | 6                    |                         |
|                  |                       |                       |                      |                         |
| 3                | Mattek-Sands - Fish   | 5                     |                      |                         |
| 3                | Pironkova - Dimitrov  | 8                     |                      |                         |

### Groupe B

#### Classements
| #   | Équipe victorieuse | Adversaire | Score |
| 1er | France             | Chine      | 2 - 1 |
| 2e  | Espagne            | Australie  | 2 - 1 |
| 3e  | Espagne            | Chine      | 2 - 1 |
| 4e  | France             | Australie  | 3 - 0 |
| 5e  | France             | Espagne    | 2 - 0 |
| 6e  | Australie          | Chine      | 2 - 1 |

| #   | Pays      | Points | Matchs | Sets   |
| --- | --------- | ------ | ------ | ------ |
| 1re | France    | 3 - 0  | 7 - 1  | 15 - 3 |
| 2e  | Espagne   | 2 - 1  | 4 - 4  | 9 - 10 |
| 3e  | Australie | 1 - 2  | 3 - 6  | 8 - 13 |
| 4e  | Chine     | 0 - 3  | 3 - 6  | 6 - 12 |

#### Matchs détaillés
- Première journée

|  | Équipe 1 | Score | Équipe 2 |  |
|  | France   | 2 – 1 | Chine    |  |

| Ordre des matchs | Joueurs           | Points au premier set | Points au second set | Points au troisième set |
| ---------------- | ----------------- | --------------------- | -------------------- | ----------------------- |
| 1                | Marion Bartoli    | 6                     | 2                    | 4                       |
| 1                | Na Li             | 2                     | 6                    | 6                       |
|                  |                   |                       |                      |                         |
| 2                | Richard Gasquet   | 6                     | 6                    |                         |
| 2                | Wu Di             | 1                     | 3                    |                         |
|                  |                   |                       |                      |                         |
| 3 (sans enjeu)   | Bartoli - Gasquet | 6                     | 6                    |                         |
| 3 (sans enjeu)   | Li - Wu           | 1                     | 1                    |                         |

|  | Équipe 1 | Score | Équipe 2  |  |
|  | Espagne  | 2 – 1 | Australie |  |

| Ordre des matchs | Joueurs                     | Points au premier set | Points au second set | Points au troisième set |
| ---------------- | --------------------------- | --------------------- | -------------------- | ----------------------- |
| 1                | Anabel Medina Garrigues     | 3                     | 6                    | 3                       |
| 1                | Jarmila Gajdošová           | 6                     | 3                    | 6                       |
|                  |                             |                       |                      |                         |
| 2                | Fernando Verdasco           | 6                     | 3                    | 7                       |
| 2                | Lleyton Hewitt              | 3                     | 6                    | 5                       |
|                  |                             |                       |                      |                         |
| 3                | Medina Garrigues - Verdasco | 6                     | 3                    | 11                      |
| 3                | Gajdošová - Hewitt          | 3                     | 6                    | 9                       |

- Deuxième journée

|  | Équipe 1 | Score | Équipe 2 |  |
|  | Espagne  | 2 – 1 | Chine    |  |

| Ordre des matchs | Joueurs                     | Points au premier set | Points au second set | Points au troisième set |
| ---------------- | --------------------------- | --------------------- | -------------------- | ----------------------- |
| 1                | Anabel Medina Garrigues     | 3                     | 1                    |                         |
| 1                | Na Li                       | 6                     | 6                    |                         |
|                  |                             |                       |                      |                         |
| 2                | Fernando Verdasco           | 6                     | 6                    |                         |
| 2                | Wu Di                       | 3                     | 4                    |                         |
|                  |                             |                       |                      |                         |
| 3                | Medina Garrigues - Verdasco | 6                     | 6                    |                         |
| 3                | Li - Wu                     | 0                     | 2                    |                         |

|  | Équipe 1  | Score | Équipe 2 |  |
|  | Australie | 0 – 3 | France   |  |

| Ordre des matchs | Joueurs            | Points au premier set | Points au second set | Points au troisième set |
| ---------------- | ------------------ | --------------------- | -------------------- | ----------------------- |
| 1                | Jarmila Gajdošová  | 0                     | 0                    |                         |
| 1                | Marion Bartoli     | 6                     | 6                    |                         |
|                  |                    |                       |                      |                         |
| 2                | Lleyton Hewitt     | 2                     | 7                    | 1                       |
| 2                | Richard Gasquet    | 6                     | 5                    | 6                       |
|                  |                    |                       |                      |                         |
| 3 (sans enjeu)   | Gajdošová - Hewitt | 3                     | 4                    |                         |
| 3 (sans enjeu)   | Bartoli - Gasquet  | 6                     | 6                    |                         |

- Troisième journée

|  | Équipe 1 | Score | Équipe 2 |  |
|  | France   | 2 – 0 | Espagne  |  |

| Ordre des matchs | Joueurs                     | Points au premier set | Points au second set | Points au troisième set |
| ---------------- | --------------------------- | --------------------- | -------------------- | ----------------------- |
| 1                | Marion Bartoli              | 6                     | 6                    |                         |
| 1                | Anabel Medina Garrigues     | 2                     | 4                    |                         |
|                  |                             |                       |                      |                         |
| 2                | Richard Gasquet             | 6                     | 6                    |                         |
| 2                | Fernando Verdasco           | 2                     | 4                    |                         |
|                  |                             |                       |                      |                         |
| 3 (sans enjeu)   | Bartoli - Gasquet           | -                     | -                    | -                       |
| 3 (sans enjeu)   | Medina Garrigues - Verdasco | -                     | -                    | -                       |

|  | Équipe 1  | Score | Équipe 2 |  |
|  | Australie | 2 – 1 | Chine    |  |

| Ordre des matchs | Joueurs            | Points au premier set | Points au second set | Points au troisième set |
| ---------------- | ------------------ | --------------------- | -------------------- | ----------------------- |
| 1                | Jarmila Gajdošová  | 3                     | 2                    |                         |
| 1                | Na Li              | 6                     | 6                    |                         |
|                  |                    |                       |                      |                         |
| 2                | Lleyton Hewitt     | 6                     | 7                    |                         |
| 2                | Wu Di              | 4                     | 5                    |                         |
|                  |                    |                       |                      |                         |
| 3                | Gajdošová - Hewitt | 8                     |                      |                         |
| 3                | Li - Wu            | 5                     |                      |                         |

## Finale
La finale de la Hopman Cup 2012 se joue entre la République tchèque et la France.
|  | Équipe 1           | Score | Équipe 2 |  |
|  | République tchèque | 2 – 0 | France   |  |